# Seznam mehiških boksarjev
Seznam mehiških boksarjev.

## A
Saul Alvarez - Alfredo Angulo - Urbano Antillon - Jorge Arce - 

## C
Miguel Canto - Julio Cesar Chavez mlajši - Julio Cesar Chavez starejši - Chucho Castillo -

## D
Antonio DeMarco -

## E
Eduardo Escobedo -

## G
Humberto Gonzalez - Jhonny Gonzalez - Alfonso Gomez - Humberto Gonzalez - Rafael Gutierrez -

## H
Freddy Hernandez - Rafael Herrera - Oscar De La Hoya -

## K
Jesus Soto Karass -

## L
Daniel Ponce de Leon - David Lopez -

## M
Abner Mares - Antonio Margarito - Juan Manuel Marquez - Rafael Marquez - Jose Medel - Manuel Medina - Carlos Molina - Fernando Montiel - Erik Morales - 

## O
Ruben Olivares - Gaspar Ortega -

## R
Marco Antonio Rubio -

## S
Vicente Saldivar - Orlando Salido - Salvador Sanchez - Giovani Segura - Humberto Soto -

## T
Efren Torres -

## V
Israel Vazquez - Miguel Vazquez - 

## Z
Carlos Zarate -